# Jüdischer Friedhof (Hagen im Bremischen)

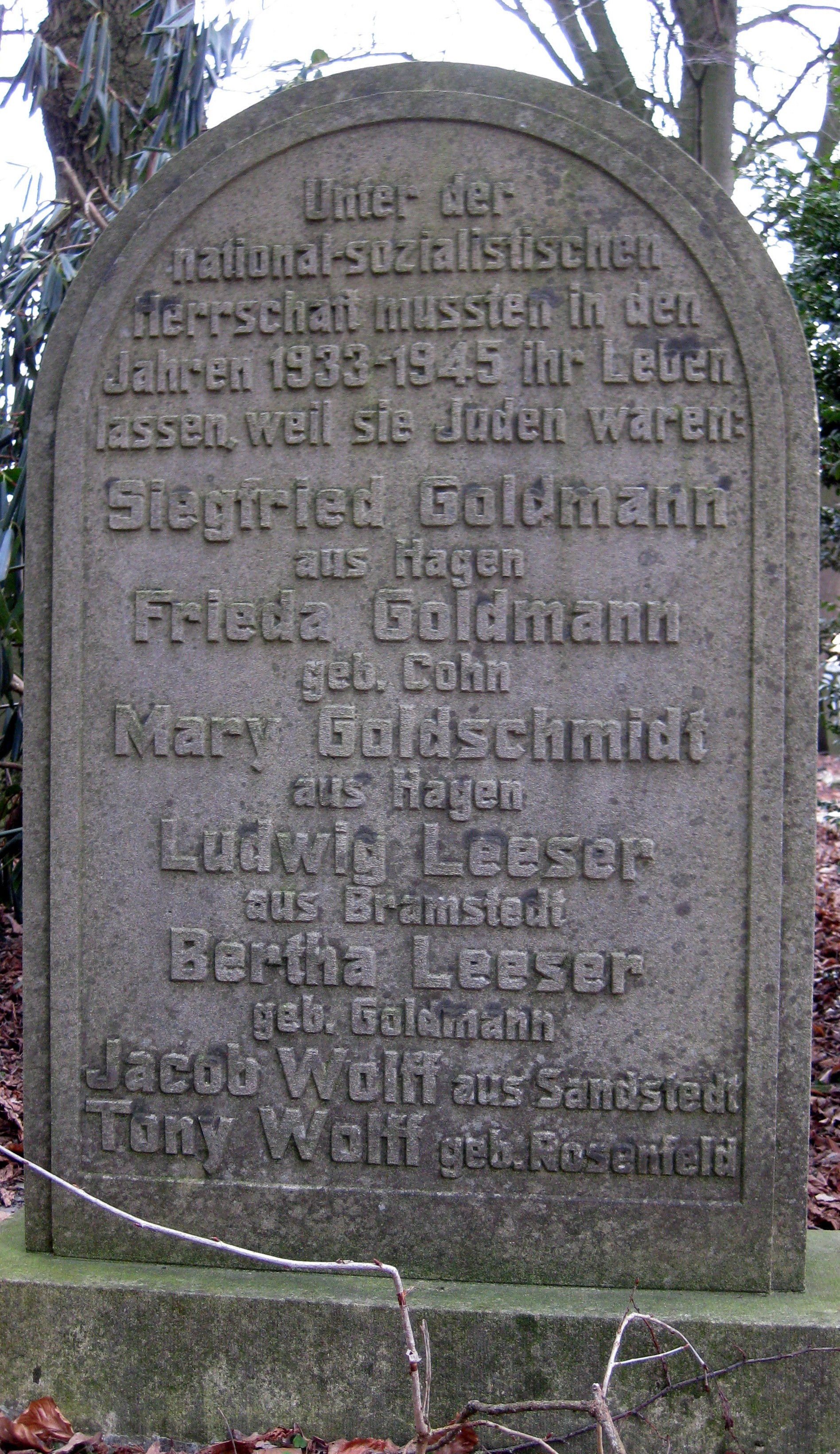
Grabstein auf dem jüdischen Friedhof in Hagen i. Br.

Der Jüdische Friedhof Hagen im Bremischen in der Gemeinde Hagen im Bremischen im niedersächsischen Landkreis Cuxhaven liegt östlich des Ortes am Rande des Waldstückes Döhren.

## Geschichte
Der jüdische Friedhof in Hagen ist einer von sechsen im Landkreis Cuxhaven (Bad Bederkesa (1754), Wingst (1767), Midlum (1848), Beverstedt (1857) und Stotel (etwa 1860)). 1786 erwarben die Juden der Gemeinde in Hagen einen Begräbnisplatz im Forst Döhren. Er lag damals weit außerhalb des Ortes, ist aber älter als der christliche Friedhof, der am 30. April 1856 eingeweiht wurde. Am 21. März 1936 wurde die 74-jährige Bertha Herzberg aus Uthlede als letzte Person auf dem jüdischen Friedhof beerdigt.
Ein Gedenkstein erinnert an die unter nationalsozialistischer Herrschaft umgekommenen Juden: „Unter der national-sozialistischen Herrschaft mußten in den Jahren 1933-1945 ihr Leben lassen, weil sie Juden waren: (es folgen die Namen von sieben Personen)“.
Auf dem 1387 m² großen Friedhof sind 79 Mazewa (Grabsteine) ERHALTEN. Die häufigsten Namen auf den Steinen sind Freudenberg (Uthlede), Gottschalk (Hagen und Sandstedt), Goldmann (Sandstedt), Goldschmidt (Hagen), Herzberg (Uthlede), Leeser (Bramstedt, Hagen und Uthlede) und Wolff (Hagen und Sandstedt).

## Beerdigung von Ida Leeser

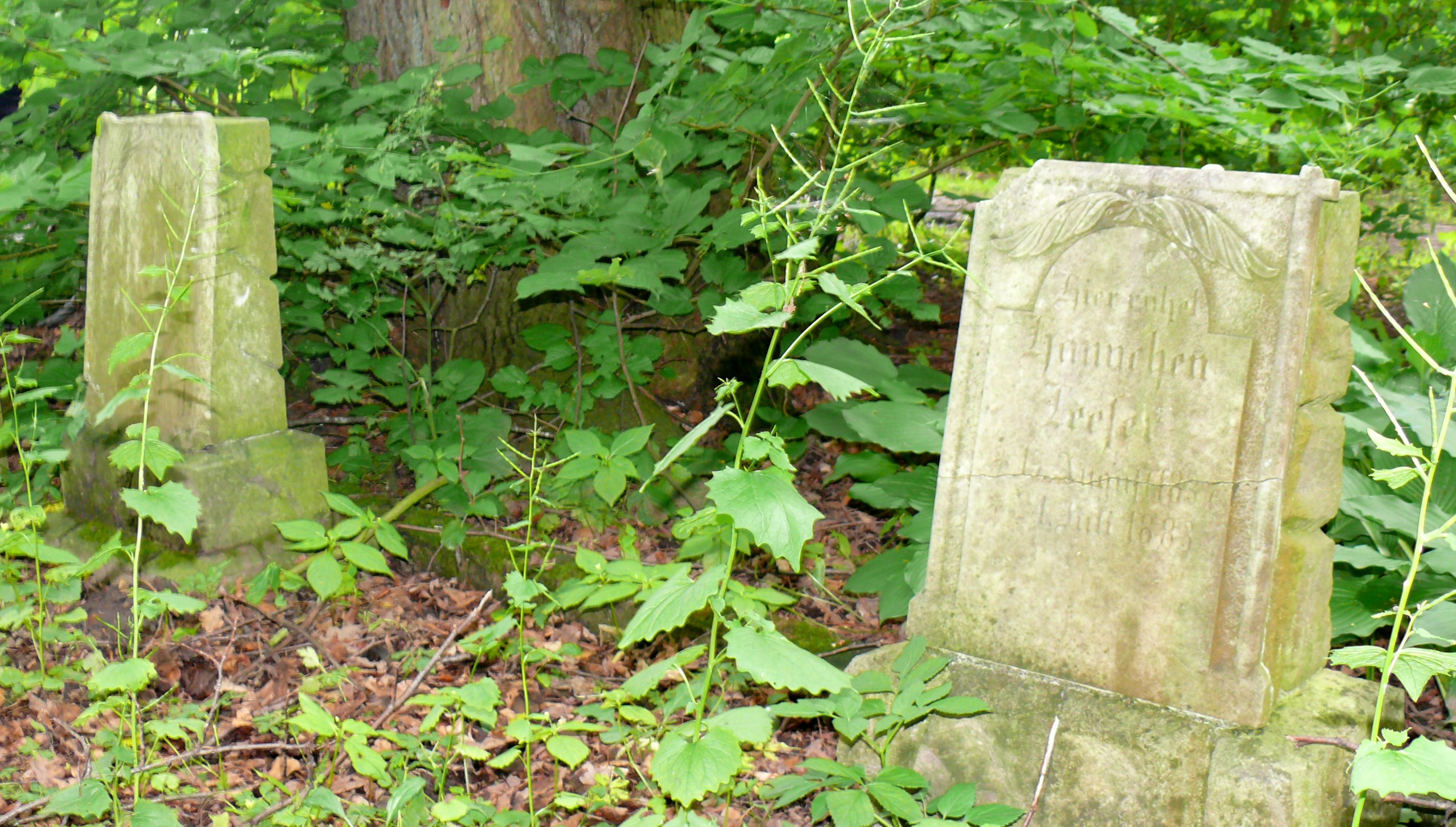
Grabstein von Ida Leeser (links) und Hannchen Leeser

Am 16. Juli 1935 starb Ida Leeser, eine Handarbeitslehrerin, die in Hagen geachtet war. Über die Beerdigung berichteten die örtlichen Zeitungen.

„Wie wenig ein großer Teil unserer Bevölkerung bisher über die Judenfrage aufgeklärt ist, zeigte eine Judenbeerdigung, die kürzlich in Hagen stattfand. Viele deutsche Volksgenossen schickten Kränze zum Trauerhaus, und nicht wenige Volksgenossen gingen am Nachmittag zur Beerdigung der verstorbenen Jüdin. Der Rabbiner stellte dies auch fest, als er die deutschen Volksgenossen und Volksgenossinnen mit Handschlag begrüßte. Als sich der Trauerzug dann zum israelitischen Friedhof in Bewegung setzte, folgten den auf dem christlichen Leichenwagen gefahrenen Sarge in buntem Durcheinander mit den Juden deutsche Volksgenossen. Dieser Vorgang möchte festgehalten werden.“

„Am Freitag letzter Woche wurde in Hagen eine Jüdin beerdigt. ... Kennt denn niemand den Spruch des Frankenführers Julius Streicher in seinem Stürmer, der da sagt: Wo die Juden gut bei Hofe stehen, da ist es um Bürger und Bauern geschehen?“

Die Trauernden zogen vom Wohnhaus Ida Leesers (heute Amtsplatz 5) über den heutigen Amtsdamm in Richtung Bramstedt und bogen nach rechts zum Waldstück „Döhren“ ein, an dessen Rand sich der jüdische Friedhof befindet.